# Roncegno Terme
Roncegno Terme är en ort och kommun i provinsen Trento i regionen Trentino-Sydtyrolen i Italien. Kommunen hade 2 930 invånare (2018).